# Forum de Montréal
Forum de Montréal – hala w Montrealu (Quebec; Kanada) istniejąca w latach 1924–1998. Ograniczona była północnymi częściami ulic Atwater i Sainte-Catherine Ouest.

## Historia
Forum zostało otwarte 29 listopada 1924 r. Koszt budowy wyniósł 1,5 miliona dolarów kanadyjskich, a pierwotna pojemność obiektu wynosiła 9300 osób. Forum dwukrotnie przebudowywano (w 1949 i 1968).

## Wydarzenia

### Hokej na lodzie
W Forum odbywały się mecze drużyn hokejowych: Quebec Senior Hockey League, Montreal Victorias, Montreal Royals, Montreal Canadiens, Quebec Junior Hockey League, Bank League i Railways & Telephones. 
W latach: 1950, 1968, 1969, 1970, 1973 i 1976 obiekt był miejscem rozgrywek zespołu Memorial Cup, który w 1970 pokonał zespół Junior Canadiens. W 1972 r. w Forum odbył się mecz hokejowy pomiędzy Kanadą a ZSRR; mecz zakończył się zwycięstwem ZSRR 7-3. 
W Forum dwa razy przyznano Puchar Stanleya w hokeju na lodzie; w 1928 r. puchar zdobył New York Rangers pokonując Maroons oraz w 1989 r. puchar zdobył zespół Calgary Flames pokonując Junior Canadiens.
W hali odbyły się edycje draftu NHL: 1980, 1981, 1982, 1983, 1984, 1986, 1988, 1992.
11 marca 1996 w Forum odbył się ostatni mecz hokeja dla Montreal Canadiens; zespół pokonał klub Dallas Stars 4-1. Mecz był transmitowany na całą Amerykę Północną; w Kanadzie mecz transmitowały stacje TSN i TQS, a w USA stacja telewizyjna ESPN2. Po tym meczu hokej na lodzie został przeniesiony do Bell Centre w Montrealu. Pierwszy mecz hokeja w Bell Centre rozegrały drużyny Junior Canadiens i New York Rangers; mecz zakończył się zwycięstwem Junior Canadiens.

### Inne wydarzenia sportowe
Na obiekcie odbywały się także inne wydarzenia sportowe, takie jak: piłka nożna, boks, tenis, gimnastyka, piłka ręczna, koszykówka, siatkówka, boks czy wrestling.

### Koncerty
W Forum odbywały się także koncerty, między innymi:
- 8 września 1964 - The Beatles
- 4 grudnia 1975 - Bob Dylan - Rolling Thunder Revue Tour
- 26 stycznia 1977 - Queen - A Day at the Races Tour
- 1 grudnia 1978 - Queen - Jazz Tour
- 8 sierpnia 1980 - Journey - Departure Tour
- 29 sierpnia 1980 - Queen - The Game Tour
- 27 marca 1981 - Rush
- 24 listopada 1981 - Queen - The Game Tour
- 25 listopada 1981 - Queen - The Game Tour
- 13 lipca 1983 - David Bowie - Serious Moonlight Tour
- 6 lipca 1987 - Madonna - Who's That Girl World Tour - widownia: 16 492 / 16 492 (100%)[1]
- 7 lipca 1987 - Madonna - Who's That Girl World Tour - widownia: 16 492 / 16 492 (100%)[1]
- 3 listopada 1991 - Van Halen i Alice in Chains - For Unlawful Carnal Knowledge Tour[2]